# Ferdinand Changel
Pas d'image ? Cliquez ici

a Compétitions nationales et continentales officielles uniquement.

b Matchs officiels uniquement.
Dernière mise à jour le 3 mai 2025.
Ferdinand Changel, né le 28 juillet 1999 à Saint-Paul (La Réunion), est un joueur français de rugby à XV jouant au poste de pilier gauche. 

## Biographie
Ferdinand Changel est formé au Leu RC, avant de rejoindre le RC Saint-Gilles. En 2014, il part en métropole et intègre le Pôle espoir de Béziers, ainsi que le centre de formation de l'US Carcassonne. Là, il y devient international des moins de 16 ans.
En 2016, il rejoint l'AS Béziers. Début 2021, il connaît sa première titularisation en Pro D2, lors d'un match face au Stade aurillacois, puis enchaîne avec quelques entrées en jeu. Disposant de peu de temps de jeu, il est ponctuellement prêté au RO Agde en 2022-2023, avant de quitter Béziers pour rejoindre le Rugby Club Hyères Carqueiranne La Crau.